# Ulrich Kersten
Klaus Ulrich Kersten (* 19. April 1941 in Berlin) ist ein deutscher Jurist. Von April 1996 bis Februar 2004 war er Präsident des Bundeskriminalamtes (BKA). Er war der erste BKA-Präsident, der nach einer Gesetzesnovelle vom Juli 1997 dem Kreis der politischen Beamten zugeordnet wurde, die zu jeder Zeit und ohne Angabe von Gründen in den einstweiligen Ruhestand versetzt werden können.

## Beruflicher Werdegang
Nach dem 2. Juristischen Staatsexamen trat Kersten 1970 in das Bundesministerium des Innern (BMI) – Referat Olympische Spiele München 1972 – ein. 1972/73 folgten jeweils für ein Jahr Abordnungen zum Bundesamt für Verfassungsschutz (BfV) und zur Grenzschutzdirektion in Koblenz. 1975 wurde er an der Universität zu Köln zum Dr. jur. promoviert.
In der Zeit von 1973 bis 1996 übte Kersten diverse Ämter, vornehmlich in der Polizeiabteilung des BMI aus. Die Arbeitsfelder der Fachaufsicht über nachgeordnete Polizeibehörden des Bundes erstreckten sich von allgemeinen polizeilichen Angelegenheiten über Verbrechensbekämpfung und Kriminaltechnik bis zum polizeilichen Informationswesen. Nach der Wiedervereinigung oblagen ihm Grundsatzangelegenheiten des Bundesgrenzschutzes (BGS), wobei es insbesondere um die Übernahme zusätzlicher Aufgaben von Bahnpolizei und Luftsicherheit sowie die organisatorische und rechtliche Neuausrichtung des BGS ging. Zuletzt leitete er die Abteilung Bundesgrenzschutz im BMI.
Im April 1996 wurde Kersten vom damaligen Bundesinnenminister Manfred Kanther zum BKA-Präsidenten ernannt. Er löste Hans-Ludwig Zachert ab, der aus gesundheitlichen Gründen vorzeitig in den Ruhestand versetzt worden war.
In seiner Amtszeit setzte sich Kersten für eine Intensivierung der internationalen Zusammenarbeit der Polizei- und Grenzschutzbehörden ein, u. a. durch den Ausbau des Netzes von BKA-Verbindungsbeamten im Ausland. Er förderte den Einsatz moderner Informationstechnologien als kriminalistische Antwort auf den Tatort Internet sowie den systematischen Auf- und Ausbau einer Analysedatei mit den DNA-Profilen von Straftätern und Tatortspuren (genetischer Fingerabdruck) als zukunftsweisende Ergänzung des polizeilichen Erkennungsdienstes.
Für die Dauer der deutschen Präsidentschaft in der EU im ersten Halbjahr 1999 übernahm Kersten auf Wunsch von Minister Otto Schily zusätzlich in Personalunion die Leitung der Polizeiabteilung im BMI. Im November 2000 wurde er auf der Generalversammlung der 190 Mitgliedsländer von Interpol für die Dauer von drei Jahren als Delegierter für Europa in das Exekutivkomitee der Organisation gewählt. Infolge der Terroranschläge vom 11. September 2001 in den USA rückte zunehmend der Umgang mit dem internationalen Terrorismus in den Mittelpunkt. In dieser Zeit kam es zu einer weiteren Aufstockung der personellen und finanziellen Mittel des BKA. Kersten setzte sich bei den Präsidenten des Bundesnachrichtendienstes (BND) und des BfV dafür ein, einen ständigen, nicht nur Anlass bezogenen Austausch von Informationen der drei Sicherheitsbehörden über den islamistischen Terrorismus aufzunehmen. Aus dieser Initiative ging 2004 das Gemeinsame Terrorismus-Abwehrzentrum (GTAZ) beim BKA in Berlin als Koordinierungsstelle von Bund und Ländern hervor. Zudem bemühte sich Kersten nach außen um eine offene und konstruktive Zusammenarbeit mit den Medien, wobei er um Verständnis für die in Teilen zurückhaltende Informationspolitik warb, ohne die seine Behörde keine sachlichen Gefährdungsanalysen und -bewertungen abgeben könne.
Trotz seiner beruflichen Erfolge blieb das Verhältnis zu den rund 5.000 Mitarbeitern im BKA eher distanziert, was auf den fehlenden „Stallgeruch“ zurückgeführt wurde. Zu einer schweren Vertrauenskrise kam es schließlich zu Beginn des Jahres 2004, als Innenminister Schily auf Vorschlag Kerstens eine wesentliche Verlagerung des BKA nach Berlin entschieden hatte. Im Zuge der folgenden Streitigkeiten um den geplanten Umzug wichtiger Teile des BKA von Wiesbaden und Meckenheim beanstandeten die betroffenen Beschäftigten und die Personalvertretungen, zuvor nicht von der Leitung des Amtes informiert und eingebunden worden zu sein. Der interne Widerstand gipfelte in der rechtswidrigen Überspielung einer heimlichen Videoaufzeichnung an das Fernseh-Magazin Panorama. Unbekannte filmten eine nicht öffentliche Personalversammlung, in der Bundesinnenminister Schily und Kersten ihre Standpunkte darlegten. Große Teile der Bevölkerung in Wiesbaden und Meckenheim schlossen sich den Protesten an. Es gab Demonstrationen in beiden Städten gegen die Umzugspläne und gegen den Präsidenten. Schily musste feststellen, dass Kersten auch bei den leitenden Beamten, insbesondere den Abteilungsleitern des BKA, keinen Rückhalt mehr hatte und folglich auch politisch nicht zu halten war. So entschied er am 5. Februar 2004, Kersten mit sofortiger Wirkung in den einstweiligen Ruhestand zu versetzen. Schily betonte jedoch gegenüber der Presse, Kersten nur in den einstweiligen Ruhestand versetzt zu haben. Er solle auf Grund seiner "anerkannten fachlichen Qualitäten" einen neuen Posten übernehmen, dabei komme eine "hochrangige internationale Aufgabe" in Betracht.
Nachfolger von Kersten wurde der damalige Leiter der Polizeiabteilung im Innenministerium des Landes Schleswig-Holstein, Jörg Ziercke.
Im August 2004 wurde Kersten wieder in den aktiven Dienst versetzt und auf Ersuchen von Interpol zum Generalsekretariat der Organisation entsandt, um als Special Representative of Interpol to the United Nations in New York die Kommunikation und Zusammenarbeit zwischen der UN und Interpol zu intensivieren. Kersten baute das Interpol-Verbindungsbüro auf, das er bis zu seinem Eintritt in den Ruhestand am 30. April 2008 leitete. Nach Kerstens Ausscheiden wird das Verbindungsbüro in New York jeweils unter Leitung eines hochrangigen Vertreters von Interpol-Mitgliedsländern weitergeführt.